# Numa Turcatti
Numa Turcatti Pesquera (Montevideo, 30 de octubre de 1947- Valle de las Lágrimas, Cordillera de los Andes, Argentina, 11 de diciembre de 1972) fue un estudiante de Derecho uruguayo. Es recordado por ser una de las víctimas de la tragedia del vuelo 571 en la cordillera de los Andes en 1972. a 1200 m de la frontera con Chile
Obtuvo mayor notoriedad internacional cuando su vida se convirtió en uno de los roles principales de la película La sociedad de la nieve (2023), donde además de su historia el personaje (interpretado por Enzo Vogrincic) desempeña el rol de narrador.

## Biografía
Nació el 30 de octubre de 1947, en Montevideo. Tenía cuatro hermanos, su mellizo Leonardo, Daniel, Gastón e Isabel Turcatti. Cursó sus estudios en el Colegio Seminario, ubicado en el barrio Cordón.
Tras graduarse de la secundaria, comenzó a estudiar abogacía en la Facultad de Derecho de la Universidad de la República. Era integrante del plantel y capitán del equipo de fútbol Loyola FC –nombrado Numa Turcatti tras su muerte–, creado por exalumnos del Colegio Seminario y afiliado a la Liga Universitaria de Deportes en 1970.

### Vuelo 571 de la Fuerza Aérea Uruguaya
Numa Turcatti tenía 24 años cuando fue invitado a viajar a Santiago, la capital de Chile. Se decidió a viajar bien sobre la fecha, estimulado por su amigo Alfredo “Pancho” Delgado y Gastón Costemalle, ambos convencieron a Turcatti de unirse al vuelo debido a lo accesible que era el pasaje y por esa razón, el 12 de octubre subió al avión del vuelo 571. No conocía a ninguno de los jugadores del equipo de Rugby de Old Christians ni con el Stella Maris, el instituto al que representaban antes del accidente del 13 de octubre. Jugaba al fútbol en el equipo San Ignacio de Loyola.
A pesar de que Turcatti no tenía relación con el equipo de rugby Old Christians y no conocía a la mayoría de los estudiantes y pasajeros, participó activamente en las expediciones y ayudó a los heridos. En ese periodo, el 30 de octubre, cumplió 25 años durante los días en los que esperaban ser rescatados. A pesar de la falta de alimentos, fue reacio a consumir carne humana procedente del cuerpo de los fallecidos. Debido a múltiples infecciones en la espalda tuvo que permanecer inmóvil y dejar de ser parte de las expediciones. Gustavo Zerbino declaró que le sacaba aproximadamente hasta un litro de pus por día.

## Fallecimiento
Llevaba 61 días de supervivencia en la montaña. Debido a un cuadro séptico falleció el 11 de diciembre de 1972, (el mismo día en el que hubiera cumplido años su amigo Gaston Costemalle) mientras dormía, con 25 años y pesando 25 kg. Fue la última víctima fatal de la tragedia del vuelo 571 en la cordillera de los Andes, apenas doce días antes del rescate. Durante sus conferencias, Gustavo Zerbino cuenta que Turcatti al morir había escrito un pasaje de la Biblia en la mano: 

«No hay amor más grande que aquel que da la vida por los amigos» (Juan 15:13).

Su muerte derivó en el hecho que Fernando Parrado y Roberto Canessa decidieran hacer la expedición final en busca de ayuda. El cuerpo de Numa fue enterrado inicialmente junto a las demás víctimas cerca del avión. En enero de 1973, un mes después del rescate, brigadistas chilenos llegaron al sitio del accidente y tras recoger los restos y cuerpos de las víctimas (entre ellos el de Numa) los sepultaron en una fosa común, en una parte alta del valle, con una cruz de madera encima, ahí reposan actualmente, siendo colocados en los años siguientes recuerdos y placas conmemorativas.

## Legado
- Debido a la importancia que Numa tenía en lo que era el San Ignacio de Loyola hasta ese momento, sus compañeros decidieron cambiar la denominación del equipo, que pasó a ser "Numa Turcatti" a partir de la temporada 1973.[21][22]
- El personaje de Rafael Cano en la película ¡Viven! de Frank Marshall está inspirado en él y fue interpretado por el actor Michael DeLorenzo.[23]
- Turcatti fue seleccionado como el protagonista de la película La sociedad de la nieve, debido a su apoyo a otras víctimas y por ser el último fallecido.[24] La intención del director Juan Antonio Bayona era prestar más atención a aquellos personajes que no habían sobrevivido y que no tenían tanto reconocimiento. Fue interpretado por el actor Enzo Vogrincic.[15][25][26]